# Bahnradsport-Weltmeisterschaften 1904

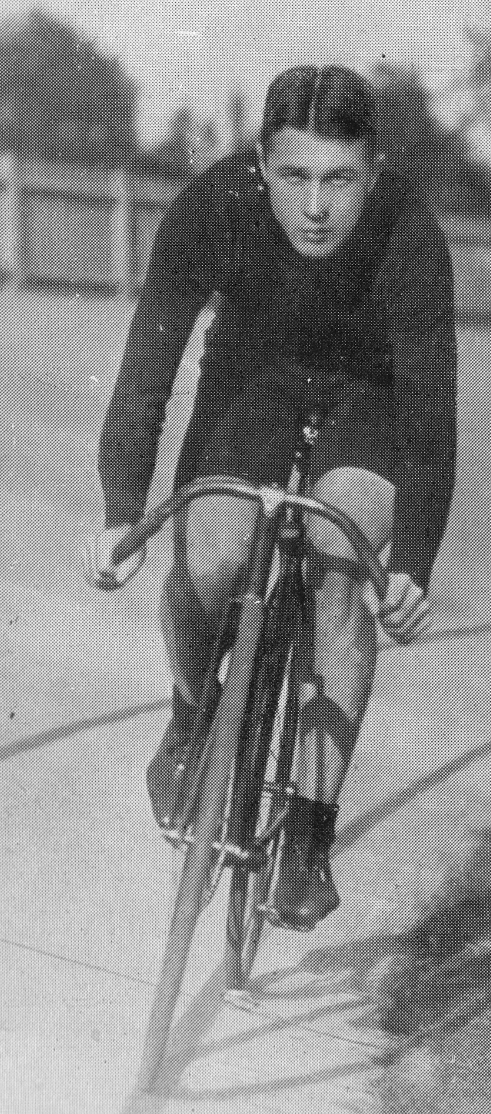
Iver Lawson wurde in London Weltmeister der Profi-Sprinter.

Die Bahnradsport-Weltmeisterschaften 1904 fanden am 3., 8. und 10. September 1904 auf der offenen Radrennbahn am Crystal Palace in London statt.
Die Wettbewerbe fanden täglich vor rund 15.000 Zuschauern statt.
| Disziplin                | Platz | Land               | Athlet                           |
| ------------------------ | ----- | ------------------ | -------------------------------- |
| Fliegerrennen über 2 km  | 1     | Vereinigte Staaten | Iver Lawson                      |
|                          | 2     | Dänemark           | Thorvald Ellegaard               |
|                          | 3     | Deutsches Reich    | Henri Mayer                      |
| Steherrennen über 100 km | 1     | Vereinigte Staaten | Robert Walthour/ Jan Olieslagers |
|                          | 2     | Frankreich         | César Simar                      |
|                          | 3     | Belgien            | Arthur Vanderstuyft              |

| Disziplin                | Platz | Land                   | Athlet          |
| ------------------------ | ----- | ---------------------- | --------------- |
| Fliegerrennen über 2 km  | 1     | Vereinigte Staaten     | Marcus Hurley   |
|                          | 2     | Vereinigtes Königreich | Arthur L. Reed  |
|                          | 3     | Vereinigtes Königreich | Jimmy S. Benyon |
| Steherrennen über 100 km | 1     | Vereinigtes Königreich | Leon Meredith   |
|                          | 2     | Vereinigtes Königreich | Billy Pett      |
|                          | 3     | Vereinigtes Königreich | George A. Olley |